# Ben Kingsley
Ben Kingsley, geboren als Krishna Bhanji (Scarborough, 31 december 1943) is een Britse acteur. Hij won meer dan 25 filmprijzen, waaronder een Oscar voor beste acteur (voor Gandhi), meerdere BAFTA Awards, een European Film Award en verschillende Golden Globes. Voor zijn rollen in Bugsy, Sexy Beast en House of Sand and Fog ontving hij daarnaast onverzilverde Oscarnominaties.

## Biografie
Kingsley groeide op in de wijk Pendlebury in Salford, een borough van Manchester. Hij is de zoon van Harji Bhanji, een Indiase dokter uit Kenia, en Anna Lyna Mary, een model en actrice. Een van zijn grootouders van moederszijde was een Joodse immigrant uit Rusland. Later verhuisde hij naar Lancashire. In de jaren zeventig besloot hij zijn Indiase naam te veranderen in zijn huidige naam.

### Carrière
Kingsley begon zijn acteercarrière toen hij regelmatig op zijn school, de Manchester Grammar School, optrad als toneelspeler. Hij wilde eigenlijk filmacteur worden. Toch deed hij in 1977 nog mee aan het toneelstuk Volpone van Ben Jonson.
Fear Is the Key uit 1972 was het filmdebuut van Kingsley, enkele jaren later was hij te zien in de soap Coronation Street. In 1982 werd Kingsley op slag wereldberoemd toen hij Mahatma Gandhi speelde in Gandhi, de bioscoopfilm over diens leven. Voor zijn titelrol kreeg hij een Oscar in de categorie Beste acteur. De film zelf sleepte acht Oscars in de wacht.
Behalve in deze speelde hij in verschillende soorten films, onder meer in Schindler's List (1993) van Steven Spielberg. In het lichtvoetige genre was hij onder andere van de partij in de komische film Without a Clue uit 1988, een parodie op de Sherlock Holmes-films waarin niet Sherlock Holmes (gespeeld door Michael Caine) maar diens assistent dr. Watson (gespeeld door Kingsley) over speurdersgaven blijkt te bezitten, wat tot allerlei komische verwikkelingen leidt. In het sciencefictiongenre gaf hij acte de présence in bijvoorbeeld Species uit 1995. Ook werkte hij mee als stemacteur aan het videospel Ceremony of Innocence (1997).

### Gezinsleven
Ben Kingsley is vier keer getrouwd en hij heeft vier kinderen, Thomas en Jasmine Bhanji van actrice Angela Morant, zijn eerste vrouw, en Edmund en Ferdinand Kingsley van regisseuse Alison Sutcliffe, zijn tweede vrouw. De laatste twee zijn allebei ook acteurs. In 2005 scheidde Kingsley van de Duitse Alexandra Christman; sinds 2007 is hij getrouwd met de actrice Daniela Lavender. Tegenwoordig woont hij in de Engelse plaats Spelsbury.

## Prijzen
Behalve voor de film Gandhi ontving hij nog diverse andere filmprijzen. Voor de film Bugsy uit 1991 werd Kingsley genomineerd voor een Oscar voor "'Best Supporting Actor". Voor de films Sexy Beast (2001) en House of Sand and Fog (2003) werd hij opnieuw genomineerd voor een Oscar. In 2001 won hij een Crystal Globe Award vanwege zijn bijdragen aan de wereldwijde film. En in 2006 werd hij genomineerd voor een Emmy Award voor zijn rol in de televisiefilm Mrs. Harris. Op 25 september 2007, tijdens het festival Film by the Sea te Vlissingen, werd hij gehuldigd met een speciale oeuvreprijs.

### Sir Ben
In 2001 werd hij geridderd door koningin Elizabeth vanwege zijn grote verdiensten voor de film. Sindsdien mag hij zich "Sir" laten noemen en tegen de gewoonte in de cinemawereld in wordt hij daar graag aan herinnerd. Alleen op de aftiteling van films mag de toevoeging achterwege blijven. Collega's spreken soms van een obsessie als hij zich op de set laat aanspreken met 'Sir Ben', maar Kingsley zelf wijt het aan het racisme dat zijn jeugd tekende: "I think it's a reflection of how an uncomfortable childhood can lead to high achievement" (vertaald: 'Ik denk dat het een weerspiegeling is van de manier waarop een ongemakkelijke jeugd kan leiden tot grote prestaties'). Maar toen de toevoeging zelfs op een poster verscheen voor de film Lucky Number Slevin, zei hij geschrokken te zijn en uitte hij excuses.

## Filmografie
- 2021 - Shang-Chi and the Legend of the Ten Rings - Trevor Slattery
- 2019 - Perpetual Grace, Ltd. - Pastor Byron Brown
- 2018 - Operation Finale - Adolf Eichmann
- 2017 - War Machine - President Hamid Karzai
- 2016 - The Jungle Book - Bagheera (stem)
- 2015 - Tut - Ay
- 2015 - The Walk - Papa Rudy
- 2015 - Self/less - Damian
- 2015 - Dragonheart 3: The Sorcerer's Curse - Drago (stem)
- 2015 - Life - Jack Warner
- 2015 - Knight of Cups - stem
- 2015 - Night at the Museum: Secret of the Tomb - Merenkahre
- 2014 - Exodus: Gods and Kings - Nun
- 2014 - Robot Overlords - Robin Smythe
- 2014 - Learning to Drive - Darwan
- 2014 - Stonehearst Asylum - Silas Lamb
- 2014 - Marvel One-Shot: All Hail the King - Trevor Slattery
- 2013 - Iron Man 3 - Trevor Slattery / Mandarin
- 2013 - Ender's Game - Mazer Rackham
- 2012 - A Common Man - 'The Man'
- 2012 - The Dictator - Tamir
- 2011 - Hugo - Georges Méliès
- 2010 - Prince of Persia: The Sands of Time - Nizam
- 2010 - Teen Patti - Perci Trachtenberg
- 2010 - Shutter Island - Dr. John Cawley
- 2008 - Fifty Dead Men Walking - Fergus
- 2008 - The Love Guru - Guru Tugginmypudha
- 2008 - War, Inc. - Walken/The Viceroy
- 2008 - Elegy - David Kepesh
- 2008 - The Wackness - Dr. Jeffrey Squires
- 2008 - Transsiberian - Grinko
- 2007 - The Ten Commandments - Verteller
- 2007 - The Last Legion - Ambrosinus
- 2007 - You Kill Me - Frank Falenczyk
- 2006 - Lucky Number Slevin - Schlomo
- 2005 - BloodRayne - Kagan
- 2005 - Mrs. Harris - Herman Tarnówer
- 2005 - Oliver Twist - Fagin
- 2005 - A Sound of Thunder - Charles Hatton
- 2004 - Suspect Zero - Benjamin O'Ryan
- 2004 - Thunderbirds - The Hood
- 2003 - House of Sand and Fog - Behrani
- 2003 - Helena: First Pilgrim to the Holy Land - Verteller
- 2002 - Tuck Everlasting - Man in the Yellow Suit
- 2002 - The Triumph of Love - Hermocrates, naar het toneelstuk van Marivaux
- 2001 - A.I.: Artificial Intelligence - Specialist (stem)
- 2001 - Anne Frank: The Whole Story - Otto Frank
- 2000 - Sexy Beast - Don Logan
- 2000 - Rules of Engagement - Ambassador Mourain
- 2000 - What Planet Are You From? - Graydon
- 2000 - Spooky House - The Great Zamboni
- 1999 - Alice in Wonderland - Major Caterpillar (televisiefilm)
- 1999 - The Confession - Harry Fertig
- 1999 - Parting Shots - Renzo Locatelli
- 1998 - Crime and Punishment - Porfiry (televisiefilm)
- 1997 - The Tale of Sweeney Todd - Sweeney Todd (televisiefilm)
- 1997 - Photographing Fairies - Reverend Templeton
- 1997 - The Assignment - Amos
- 1997 - Weapons of Mass Distraction - Julian Messenger (televisiefilm)
- 1996 - Twelfth Night - Feste
- 1995 - Moses - Moses
- 1995 - Species - Xavier Fitch
- 1995 - Joseph - Potiphar
- 1994 - Death and the Maiden - Dr. Roberto Miranda
- 1993 - Schindler's List - Itzhak Stern
- 1993 - Dave - Vice President Nance
- 1993 - Searching for Bobby Fischer - Bruce Pandolfini
- 1992 - Sneakers - Cosmo
- 1992 - Freddie as F.R.O.7. - Freddie (stem)
- 1991 - Bugsy - Meyer Lansky, film van Barry Levinson
- 1991 - L'amore necessario - Ernesto
- 1991 - The War That Never Ends - Pericles (televisiefilm)
- 1990 - O Quinto Macaco - Cunda
- 1990 - The Children - Martin Boyne
- 1990 - Una vita scellerata - Governor
- 1990 - Romeo.Juliet - Father Capule (stem)
- 1989 - Murderers Among Us: The Simon Wiesenthal Story - Simon Wiesenthal
- 1989 - Slipstream - Avatar
- 1988 - Testimony - The Story of Shostakovich - Dmitri Sjostakovitsj
- 1988 - Lenin: The Train - Lenin (televisiefilm)
- 1988 - Without a Clue - Dr. John Watson
- 1988 - Pascali's Island - Basil Pascali
- 1988 - The Secret of the Sahara (miniseries) - Sholomon
- 1987 - Maurice - Lasker-Jones
- 1986 - Stanley's Vision - Stanley Spencer (televisiefilm)
- 1985 - Silas Marner: The Weaver of Raveloe - Silas Marner
- 1985 - Harem - Selim, Franse film met Nastassja Kinski
- 1985 - Turtle Diary - William Snow, screenplay van Harold Pinter
- 1983 - Betrayal - Robert, verfilming van het toneelstuk van Harold Pinter
- 1982 - The Merry Wives of Windsor - Frank Ford (televisiefilm)
- 1982 - Gandhi - Mahatma Gandhi
- 1982 - Kean - Edmund Kean (televisiefilm)
- 1975 - The Love School - Dante Gabriel Rossetti (televisieserie)
- 1974 - Antony and Cleopatra - Thidias (televisiefilm)
- 1973 - Wessex Tales - Lord Uplandtowers (televisieserie)
- 1973 - Fear Is the Key - Royale
- 1973 - A Misfortune (televisiefilm)